# 粉红丝带
粉红丝带是全球乳腺癌防治运动的标志。

## 歷史
1991年一名與乳腺癌搏斗了多年的患者－夏洛特海莉(Charlotte Hayley)，設計了桃色丝带，並貼在卡片上说，”國家癌症协会每年的资金预算是18亿美金，只有5%用於癌症防治。让我们戴着这丝带来唤醒我们的立法者吧。“
海莉在所在地的超市遞出卡片，並也寄給許多知名女性，桃色絲帶引起了女性健康雜誌《自我（Self)》雜誌主編－Alexandra Penney的興趣。
1992年女性健康杂志《自我（Self）》的主编开始着手编辑新一期全国防治乳腺癌运动的年刊，邀請了雅诗兰黛的副总裁伊芙琳蘭黛擔任全國乳腺癌運動的客串编辑。她们主动提出要和海莉一起合作，希望在美國紐約的化妝品店內發送桃色絲帶，但是海莉婉拒了，認為她們建議的措舉過於商業化。
因為法律問題無法使用海莉的桃紅色絲帶，《自我(Self)》仍然希望透過絲帶來倡議，與律師討論後決定以選出新顏色來代表，最後選定粉紅色。
同年秋天，雅詩蘭黛化妝品專櫃發放了150萬條粉紅絲帶，每條絲帶都附上乳房自我檢查卡片，並收集了超過20萬份粉紅絲帶請願書，督促白宮增加相關研究經費。而粉红色的丝带成为了全球防治乳腺癌标志。

## 台灣的粉紅絲帶
1997年雅詩蘭黛集團台灣分公司，開始在台灣積極推動「粉紅絲帶乳癌防治宣導」活動，並與台灣癌症臨床研究發展基金會合作，透過宣導、超音波篩檢提供癌友醫療協助。
中華民國乳癌病友協會在2004起，每年舉辦「點亮粉紅絲帶」活動吸引起台灣民眾對乳癌防治的重視。
另為了提升社會對較具侵略性的乳癌亞型三陰性乳癌的認識與關注，誕生的「三陰性乳癌粉紅絲帶」，以傳統的粉紅絲帶為基礎，並在絲帶尾端加入三條銀色絲線。在2024年金鐘獎《不夠善良的我們》劇組成員在走紅毯時配戴此絲帶共同倡議。

## 日本的粉紅絲帶
隨著1998年日本非營利組織法的誕生，許多NPO組織配合乳癌防治宣導月，推廣粉紅絲帶活動。其一為J.POSH(日本微笑與幸福粉紅絲帶)致力推廣乳癌篩檢，及相關宣導活動。
1. ↑  陳芳銘.  (PDF). 高雄市醫師公會醫學專欄: 20–27.   [2024-12-10].
2. ↑  Sandy M. Fernandez. . Breast Cancer Action.   [2024-12-06].
3. ↑  . 華視新聞. 2022-09-29  [2024-12-22].
4. ↑  中華民國乳癌病友協會. . 中華民國乳癌病友協會.   [2024-12-22].
5. ↑  女人迷. . 女人迷.   [2024-12-22].
6. ↑  癌症希望基金會. . 癌症希望基金會.   [2024-12-22].
7. ↑  NPO J.POSH. . J.POSH.   [2024-12-22].